# Copa Roca de 1939
A Copa Roca de 1939 foi um torneio de futebol de caráter amistoso disputado entre a Seleção Brasileira e a Seleção Argentina nos dias 15 e 22 de janeiro de 1939 e 18 e 25 de fevereiro de 1940. O torneio foi sediado pelo Brasil e foi vencido pela Argentina.
Foi a primeira Copa Roca da era profissional e a primeira a ser disputada em mais de um jogo.
O Brasil tinha acabado de terminar em terceiro na Copa do Mundo de 1938 e tinha a estrela Leônidas da Silva. A Argentina não disputou a Copa do Mundo, mas iniciaria sua hegemonia na América do Sul na década de 1940.

## Regulamento
O regulamento previa dois jogos; a equipe com o maior número de vitórias se sagraria campeã. Como os dois jogos terminaram com uma vitória para cada lado, foi feito um terceiro jogo de desempate, que terminou empatado em seu tempo regulamentar. Este jogo contou com prorrogação, porém ainda assim o placar permaneceu um empate, forçando a existência de um segundo jogo de desempate, que culminou com a vitória argentina.

## Jogos
Os argentinos venceram por 5 a 1 a primeira partida no que foi descrito pelo Globo Sportivo como o "maior revez do football brasileiro". A renda do jogo foi a maior já alcançado por um evento esportivo até então: 325.600.000 réis no Estádio de São Januário. O ataque argentino de Antonio Sastre, Carlos Peucelle, Herminio Masantonio, José Manuel Moreno, Enrique García, foi definido como "perfeito". Sem a bola, Sastre e Moreno recuavam gerando grande superioridade numérica dos argentinos, com sete jogadores para defender, manobra que os brasileiros não estavam acostumados a enfrentar. Para a revista foi o segredo do quadro argentino, que lhes permitiu formar uma "defesa cerrada", para os padrões da época.  Apenas Leonidas se destacou individualmente na equipe brasileira. O placar foi aberto por Garcia que aproveitou rebote de chute na trave de Moreno. Luizinho teve oportunidade de empatar em jogada de Leonidas alguns minutos depois. O segundo gol ocorreu em jogada individual de Masantonio em bola que a revista considerou defensável pelo goleiro brasileiro Batataes. O terceiro gol foi de Moreno aproveitando passe de Arcadio. Peucelle cruzou para Masantonio fazer o quarto. Sastre cruzou para Moreno fazer o quinto. Hercules cobrou escanteio e Leonidas fez o gol brasileiro. 
Os brasileiros se recuperaram na segunda partida, disputada na semana seguinte, novamente no Estádio de São Januário. Leônidas pegou o rebote de um chute de Perácio para abrir o marcador. Rodolfi chutou de longe no rebote do escanteio, Thadeu pulou atrasado, era o empate dos argentinos. Leonidas e Adilson tabelaram e Leonidas marcou, mas o gol foi anulado por falta no goleiro. Montanez serviu Garcia para a virada dos argentinos. 1 a 2. O goleiro argentino Gualco se transformou na figura em campo praticando grandes intervenções em jogadas de Peracio, Adilson e Leonidas. No segundo tempo, Carreiro cruzou e Adilson empatou. Faltando dez minutos para o final do jogo, Brandão chutou e Pedro Surez colocou a mão na bola: penalti para o Brasil. Os jogadores argentinos foram para cima do juiz e o jogo ficou 12 minutos paralisados. Na volta, Perácio bateu e consumou a vitória brasileira. Para o Globo Sportivo, a vitória se deveu a entrada de sangue novo, sobretudo Adilson, Perácio e Afonsinho. Os brasileiros mostraram mais combatividade em campo. Afonsinho anulou a ala direita argentina. No segundo tempo, Moreno passou a jogar no lugar de Sastre na direita para tentar evitar o domínio brasileiro no setor: "sem os movimentos livres os argentinos estavam bem longe de exibir a virtuosidade impressionante do primeiro match". 
Para o terceiro jogo, ocorrido um ano depois, no Estádio Palestra Italia, Brasil e Argentina foram dirigidos por novos técnicos: Sylvio Lagreca no Brasil e Guillermo Stábile na Argentina. A Argentina foi com uma equipe alternativa, que a revista O Globo Sportivo notou que esperavam fosse de "valor secundário", mas tiveram "uma performance convincente, com linhas ajustadas". Os gols saíram só no segundo tempo. García chutou, Aymoré espalmou e Cassan entrou dividindo no rebote. Os brasileiros reclamaram falta no goleiro. 0 a 1. Aos 90 minutos, Romeu lança Leonidas, que passa por Salomon e é derrubado por Valussi. O jogo ficou paralisado 14 minutos pois os argentinos reclamaram que foi falta fora da área. Os argentinos ameaçaram abandonar o match. O mesmo Leônidas bate e empata. Na prorrogação, Romeu encontra Leônidas, que vira o jogo. 2 a 1. Peucelle cruza e Baldonedo empata o jogo. 
O último jogo ocorreu novamente no Estádio Palestra Italia uma semana depois. A Argentina venceu de forma convincente por 3 a 0 com boa atuação do goleiro brasileiro Aymoré. A superioridade numérica dos argentinos pelo meio, com seus pontas sem a bola voltando para fechar a linha, foi novamente notada pelo Globo Sportivo. Sastre enfiou para Baldoneo abrir o placar. Cruzamento de Garcia e Fidel fez o segundo. O terceiro foi de Sastre em passe de García. O Globo Sportivo lamentou que o Brasil não pode contar com Domingos da Guia, mas reconheceu a superioridade dos argentinos. 

## Sede
As duas primeiras partidas da competição foram disputadas no Estádio de São Januário, no Rio de Janeiro, enquanto as duas últimas foram disputadas no Estádio Palestra Itália, em São Paulo.
| Rio de Janeiro São Paulo | Rio de Janeiro                    | São Paulo                        |
| ------------------------ | --------------------------------- | -------------------------------- |
| Rio de Janeiro São Paulo | Estádio de São Januário           | Estádio Palestra Itália          |
| Rio de Janeiro São Paulo | 22° 53′ 27,3″ S, 43° 13′ 41,71″ O | 23° 31′ 39,2″ S, 46° 40′ 42,3″ O |
| Rio de Janeiro São Paulo | Capacidade: aprox. 40 000         | Capacidade: aprox. 40 000        |
| Rio de Janeiro São Paulo |                                   |                                  |

## Detalhes

### Primeiro jogo
| 15 de janeiro de 1939 | Brasil       | 1 – 5     | Argentina                                         | São Januário, Rio de Janeiro                             |
|                       | Leônidas 61' | Relatório | García 9' · Masantonio 20', 56' · Moreno 34', 60' | Público: 40 000 Árbitro: BRA Carlos de Oliveira Monteiro |

| G                 | Batatais          |
| D                 | Domingos da Guia  |
| D                 | Machado           |
| M                 | Bioró             |
| M                 | Brandão           |
| M                 | Médio             |
| M                 | Luizinho          |
| M                 | Romeu             |
| A                 | Leônidas da Silva |
| A                 | Tim               |
| A                 | Hércules          |
| Treinador:        |                   |
| Carlos Nascimento |                   |

| G                    | Sebastián Gualco    |
| D                    | Oscar Montañéz      |
| D                    | Sabino Coletta      |
| M                    | Arcadio López       |
| M                    | Bruno Rodolfi       |
| M                    | Pedro Suárez        |
| M                    | Carlos Peucelle     |
| M                    | Antonio Sastre      |
| A                    | Herminio Masantonio |
| A                    | José Manuel Moreno  |
| A                    | Enrique García      |
| Treinador:           |                     |
| Ángel Fernández Roca |                     |

### Segundo jogo
| 22 de janeiro de 1939 | Brasil                                          | 3 – 2     | Argentina                | São Januário, Rio de Janeiro                             |
|                       | Leônidas 15' · Adílson 78' · Perácio 85' (pen.) | Relatório | Rodolfi 16' · García 23' | Público: 40 000 Árbitro: BRA Carlos de Oliveira Monteiro |

| G                 | Thadeu            |
| D                 | Domingos da Guia  |
| D                 | Florindo          |
| M                 | Zezé Procópio     |
| M                 | Brandão           |
| M                 | Afonsinho         |
| M                 | Adílson           |
| M                 | Romeu             |
| A                 | Leônidas da Silva |
| A                 | Perácio           |
| A                 | Carreiro          |
| Treinador:        |                   |
| Carlos Nascimento |                   |

| G                    | Sebastián Gualco    |
| D                    | Oscar Montañéz      |
| D                    | Sabino Coletta      |
| M                    | Arcadio López       |
| M                    | Bruno Rodolfi       |
| M                    | Pedro Suárez        |
| M                    | Carlos Peucelle     |
| M                    | Antonio Sastre      |
| A                    | Herminio Masantonio |
| A                    | José Manuel Moreno  |
| A                    | Enrique García      |
| Treinador:           |                     |
| Ángel Fernández Roca |                     |

### Terceiro jogo
| 18 de fevereiro de 1940 | Brasil                   | 2 – 2 (pro.) | Argentina                   | Palestra Itália, São Paulo                       |
|                         | Leônidas 45' (pen.), 92' | Relatório    | Cassan 74' · Baldonedo 116' | Público: 40 000 Árbitro: BRA José Ferreira Lemos |

| G              | Aymoré Moreira    |
| D              | Jaú               |
| D              | Junqueira         |
| M              | Afonsinho         |
| M              | Zarzur            |
| M              | Argemiro          |
| M              | Adílson           |
| M              | Romeu             |
| A              | Leônidas da Silva |
| A              | Tim               |
| A              | Carreiro          |
| Treinador:     |                   |
| Silvio Lagreca |                   |

| G                 | Sebastián Gualco |
| D                 | José Salomón     |
| D                 | Víctor Valussi   |
| M                 | Manuel Araguez   |
| M                 | Ángel Perucca    |
| M                 | Pedro Suárez     |
| A                 | Carlos Peucelle  |
| A                 | Antonio Sastre   |
| A                 | Luis Arrieta     |
| A                 | Emilio Baldonedo |
| A                 | Enrique García   |
| Substituições:    |                  |
| M                 | Fabio Cassan     |
| Treinador:        |                  |
| Guillermo Stábile |                  |

### Quarto jogo
| 25 de fevereiro de 1940 | Brasil | 0 – 3     | Argentina                              | Estádio Palestra Itália, São Paulo               |
|                         |        | Relatório | Baldonedo 35' · Fidel 87' · Sastre 89' | Público: 40 000 Árbitro: BRA José Ferreira Lemos |

| G              | Aymoré Moreira    |
| D              | Jaú               |
| D              | Florindo          |
| M              | Del Nero          |
| M              | Zarzur            |
| M              | Argemiro          |
| M              | Adílson           |
| M              | Romeu             |
| A              | Leônidas da Silva |
| A              | Tim               |
| A              | Carreiro          |
| Substituições: |                   |
| M              | Brandão           |
| A              | Lopes             |
| Treinador:     |                   |
| Silvio Lagreca |                   |

| G                 | Sebastián Gualco |
| D                 | José Salomón     |
| D                 | Víctor Valussi   |
| M                 | Manuel Araguez   |
| M                 | Ángel Perucca    |
| M                 | Pedro Suárez     |
| A                 | Carlos Peucelle  |
| A                 | Antonio Sastre   |
| A                 | Fabio Cassan     |
| A                 | Emilio Baldonedo |
| A                 | Enrique García   |
| Substituições:    |                  |
| A                 | Juan Zorrilla    |
| A                 | Manuel Fidel     |
| Treinador:        |                  |
| Guillermo Stábile |                  |

## Premiação
| Copa Roca de 1939            |
| Argentina                    |
| ---------------------------- |
| ARGENTINA Campeã (2º título) |

## Artilharia
| 4 gols (1) - BRA Leônidas da Silva 2 gols (4) - ARG Emilio Baldonedo - ARG Enrique García - ARG Herminio Masantonio - ARG José Manuel Moreno | 1 gol (6) - ARG Antonio Sastre - ARG Bruno Rodolfi - ARG Fabio Cassan - ARG Manuel Fidel - BRA Adílson - BRA Perácio |